# Ебігейл Адамс
Ебігейл (Абіґе́йл) Сміт А́дамс (англ. Abigail Smith Adams; 22 листопада 1744 — 28 жовтня 1818) — перша американська феміністка, перша леді США з 4 березня 1797 по 4 березня 1801, дружина президента США Джона Адамса.

## Життєпис
Народилася в 1744 у Веймуті в провінції Массачусетс-Бей. Затята читачка, була надзвичайно ерудованою для свого віку, відмінно зналася в поезії, філософії та політиці. Хоч і була знайома з Джоном Адамсом, серйозні стосунки з ним зав'язала лише в 1762 році. У жовтні 1764-го — одружилася. Народила трьох синів і двох дочок, союз тривав понад 50 років.
Тривалі поїздки Адамса як окружного судді, делегата Континентального конгресу, а потім дипломатичного представника призводили до тривалих розлук. Ебігейл підтримувала зв'язок з чоловіком листуванням, що нині становить багате документальне джерело суспільної історії.
В 1784 переїжджає з чоловіком до Парижа, де той виконував обов'язки посла.
Коли Джон Адамс став першим віце-президентом США, Ебігейл зблизилася з першою леді Мартою Вашингтон і надавала значну допомогу в організації офіційних прийомів завдяки набутому за кордоном досвіду. Продовжила займатись цим і після вступу на посаду першої леді у 1797. У 1800 після переносу столиці у Вашингтон Адамс стала першою хазяйкою Білого дому. У 1801 після поразки на президентських виборах повертається з чоловіком у Массачусетс.
Ебігейл Адамс померла від черевного тифу за два тижні до 74-ліття. Похована поряд з чоловіком в Квінсі. Кілька років потому її син Джон Квінсі Адамс став шостим президентом США.

## Феміністична діяльність
Ебігейл Адамс вважається першою американською феміністкою. Вона була переконаною прихильницею прав жінок і яскравою представницею жіночої емансипації в американській історії. В листі до чоловіка від 31 березня 1776 вона закликає ввести право голосу чи представництво для жінок в новій державі — Сполучених Штатах Америки. В цьому листі з'являється цитата, що зробила Ебігейл Адамс всесвітньо відомою феміністкою.
|  | Ми не станемо коритися законам, в прийнятті котрих ми не брали участі, і владі, котра не представляє наших інтересів. |

На переконання Адамс, влада чоловіків є тиранічною, оскільки сама природа чоловіка штовхає його на зловживання своєю силою і владою. Ця тиранічна природа чоловіків проявляється в гнобленні ними жінок. Тому закони нової держави повинні захистити їхні права.
|  | Те, що ваша стать за природою є тиранічною, — це настільки очевидна істина, що не потребує диспуту, крім тих з вас, хто, на щастя, добровільно складає з себе грубе звання хазяїна заради більш ніжного і любимого імені друга. Чому ж тоді не позбавити влади порочних і беззаконних людей, котрі безкарно використовують нас з усією жорстокістю і зневагою. Розумні чоловіки в усі часи відкидали звичаї, котрі ставляться до нас лише як до васалів вашої статі. |

## Образ в мистецтві
- «Джон Адамс» (міні-серіал, 2008) — Лора Лінні